# 松岡利道
松岡 利道（まつおか としみち、1944年11月19日- 2009年12月13日）は、日本の経済学者。専門領域は現代資本主義論や経済思想史。ローザ・ルクセンブルクを研究した。

## 来歴
大阪府出身。大阪市立大学大学院経済学研究科博士課程満期退学、1989年「ローザ・ルクセンブルク 方法・資本主義・戦争」で経済学博士。龍谷大学経済学部講師、助教授、教授、経済学部長。第18期日本学術会議会員。

## 著書

### 単書
- 『ローザ・ルクセンブルク：方法・資本主義・戦争』新評論社　1988

### 編著
- 『歴史としての資本主義：グローバリゼーションと近代認識の再考』若森章孝共編著　青木書店, 1999

### 翻訳
- I.ウォーラーステイン『アフター・リベラリズム 近代世界システムを支えたイデオロギーの終焉』藤原書店 1997
- イマニュエル・ウォーラーステイン『ユートピスティクス 21世紀の歴史的選択』藤原書店] 1999